# Irmgard von Rössing
Irmgard von Rössing (verheiratete von Salder; geboren vor 1430; gestorben am 28. März 1475 in Braunschweig) war eine Angehörige des Braunschweiger Landadels.

## Leben
Irmgard war eine Tochter des Dietrich von Rössing und seiner Gemahlin Berta (geborene von Rheden). Sie hatte weitere Schwestern, Kunigunde von Rössing wurde Nonne im Kloster Wöltingerode. Sie wuchs in der nahegelegenen Vienenburg auf, die an ihren Vater verpfändet war und erlernte das Lesen und Schreiben. In der benachbarten Burg Wiedelah lebten zu dieser Zeit Angehörige des Adelshauses von Salder, so dass Irmgard 1430 mit Evert von Salder († 9. Februar 1453) vermählt wurde, der aus der Linie des Aschwin von Salder stammte. Da die Ehe kinderlos blieb, verfasste Irmgard nach dem Tod des Ehemannes ein ausführliches Testament zur Regelung ihres Nachlasses. Als Witwe lebte sie in der Burg Braunschweig und tätigte dort auf Betreiben ihrer Verwandten Grundstücksgeschäfte, um  sicherzustellen, dass nach ihrem Ableben die ihr als Altersvorsorge überlassenen Güter an den noch unmündigen letzten Spross der Aschwinzweiges Ludolf von Salder fallen würden. Ab 1464 war sie maßgeblich an der Stiftung für den Trinitatisaltar im neuen Nordseitenschiff des Blasiusstiftes beteiligt. Der Stiftsvikar Johannes Sterneberg führte nach ihrem Tod genau Buch über die Haushaltsauflösung, um ihren Vorgaben aus dem Testament zu folgen. Zu ihrem Bekanntenkreis gehörten Braunschweiger Patrizierinnen ebenso wie Stiftsherren. Sie hatte Einkünfte aus den Ländereien um Salder, braute selbst Bier und besaß eine Kuh und Schweine zur Eigenversorgung. Einen Teil ihres Vermögens investierte sie in Stiftungen, um so das Andenken an ihre Eltern, ihren Ehemann und sich selbst zu sichern. Sie wurde gemäß ihrem Wunsch vor dem Trinitatisaltar begraben, wie ein dort eingelassener Grabstein bezeugt.